# Aminoffite
La aminoffite è un minerale.